# 阿达尔贝特亲王号铁甲舰
陛下之舰阿达尔贝特亲王号是普鲁士海军暨北德意志联邦海军和德意志帝国海军麾下的一艘独级铁甲舰，得名于普鲁士海军力量的早期倡导者——普鲁士亲王阿达尔贝特。该舰原是波尔多的阿芒兄弟船厂为美利坚联盟国海军而建，普鲁士在对抗丹麦的第二次石勒苏益格战争期间将其购入，但直至战争结束后才交付。这是继阿米尼乌斯号之后，普鲁士海军订购的第二艘铁甲舰。它被设计为一艘铁甲撞角舰，但也配备有安装在铁甲炮塔上的三门炮，口径分别为一门210毫米和两门170毫米。
阿达尔贝特亲王号的构造不佳，因此运用生涯十分有限。当1865年交付普鲁士后，该舰即进行了大规模改造，并于1866年至1871年间短暂服役于舰队。在1870－1871年的普法战争期间，它被委派至汉堡担任警备船。战后，人们发现舰只内部的木质结构已经严重腐烂；因此，它于1871年10月被撤出现役。至1878年5月，阿达尔贝特亲王号正式从海军序列中除籍，并于同年拆解报废。

## 设计

### 整体特征及推进装置
阿达尔贝特亲王号的水线长度和全长分别为50.48米和56.96米，舷宽为9.92米，有4.96米的前吃水和5.02米的后吃水。其设计排水量为1440吨、满载排水量则达1560吨。它的船体是由横向铁和木材框架构成。船体的水下部分有镀铜以减少寄生虫和生物附着，其特点是具有明显的舷内倾。普鲁士海军认为该舰是一艘适航性极差、装配失败且马虎的海船，其乾舷过短，在巨浪中会导致严重进水以及剧烈横摇，以至于命名者阿达尔贝特亲王将它戏称为“蹩脚亲戚”（der lahme Vetter）。然而，它应舵灵敏，并且转弯半径非常小。阿达尔贝特亲王号的标准船员编制为10名军官及120名水兵。
阿达尔贝特亲王号的推进装置由勒阿弗尔的玛兹里纳公司（Mazeline）生产。它由两台两缸单胀蒸汽机提供动力，用以各自驱动一副直径为3.6米的四叶螺旋桨。这些发动机被安置在一个独立的轮机舱内。两台燃煤火管锅炉同样拥有独立的锅炉舱，能够以1.5標準大氣壓（150千帕斯卡）的压力向发动机输送蒸汽。推进装置设计的额定功率为1,200匹公制馬力（1,184匹指示馬力），最高速度为9.5節（17.6每小時）。由于舰艏撞角是其主要的进攻武器，因此并排安装有两个方向舵，以控制舰只并确保良好的机动性。作为蒸汽动力的补充，舰只原本还配备有总表面积为740平方米的双桅橫帆船具，但后续又替换为677平方米的顶帆双桅纵帆船具。

### 武器及装甲
竣工时，阿达尔贝特亲王号装备有三门36磅的前膛来福炮作为主舰炮。其中一门布置在艏部固定的五端炮廓内，而另外两门则位于舯部的固定双端炮廓内。火炮安装在可移动的枢轴支架上，允许它们通过不同的射击端口开火。1865年交付后，法国炮被克虏伯制造的箍炮所取代：一门口径为210毫米的19倍径炮置于舰艏、两门170毫米口径的25倍径炮置于舰舯的中央炮台上。前炮共提供76发弹药，中央炮则各有71发弹药。舰只配备有锻铁装甲，它们是装嵌在木质船体上。其水线装甲带有127毫米厚，炮塔两侧也受到114毫米厚的装甲板保护。

## 服役历史

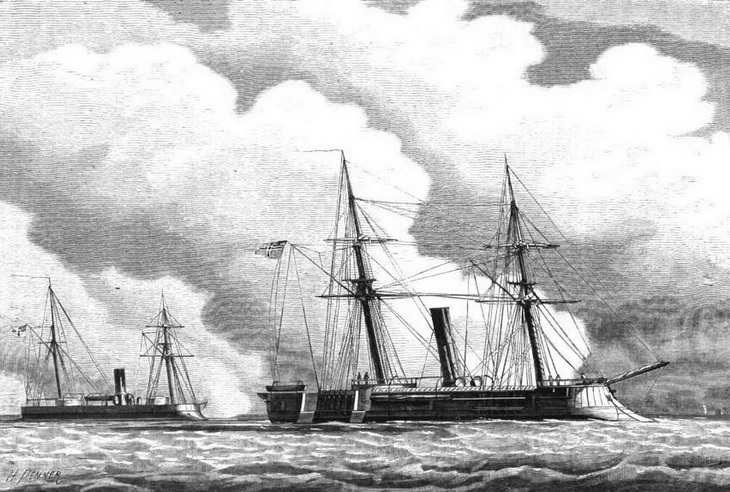
阿达尔贝特亲王号（右）与阿米尼乌斯号（左）

阿达尔贝特亲王号是波尔多的阿芒兄弟船厂根据1862年的设计建造的两艘投机性产物之一，当时假定正处于美国南北战争中期的南部联盟会购买它们。为了掩饰这一点以防国际纠纷，它们名义上是为埃及海军承建，并使用“基奥普斯号”（Cheops）和“斯芬克斯号”（Sphinx）作为暂定名。基奥普斯号是自1863年开始架设龙骨，至1864年10月25日下水。法国皇帝拿破仑三世随后介入此事，他禁止将舰只交付美利坚联盟国海军，并下令阿芒兄弟立即将两艘舰售予其它国家。1864年初，在普鲁士、奥地利和丹麦之间的第二次石勒苏益格战争期间，普鲁士和丹麦的舰队都在寻求可以在海外购买的船只。于是在3月31日，丹麦获得了斯芬克斯号的合同，而基奥普斯号也于5月25日被卖给普鲁士。由于战争，交货被推迟，普鲁士人遂暂时取消了这一订单，直至1865年1月才恢复。该舰最终于同年7月10日交付，并于10月29日以“阿达尔贝特亲王号”之名投入使用，以纪念普鲁士海军的创始人暨其后德意志帝国海军的首任总司令、普鲁士亲王阿达尔贝特。
与炮塔舰阿米尼乌斯号一样，阿达尔贝特亲王号是普鲁士海军首批接收的铁甲舰之一。它在进入舰队服役时即被发现质量不佳，并于1865年6月在丹麦附近进行海试时不慎擱淺。1866年的普奥战争爆发后，阿达尔贝特亲王号于海军中将爱德华多·冯·雅赫曼的指挥下在基尔被动员，但由于在北海和波罗的海缺乏敌手，战争期间该舰一直停留在波罗的海。
由于存在建造质量不佳、装甲板缺陷、无法使用风帆索具以及船体严重漏水等情况，阿达尔贝特亲王号的服役时间不长。主要的问题在于建造船体时使用了劣质木材。这些问题需要进行重大整修，相关工作于1868－1869年间在格斯特明德的海军仓库展开。其装甲板必须拆除并重新安装，然后在舰艉增设一个舷墙作为防波板，而主桅杆也必须重新安置。在此改装过程中，舰只帆具变更为“斯库纳”样式。尽管进行了维修，阿达尔贝特亲王号在其短暂的运用生涯中仍然饱受严重漏水的困扰，它的风帆能力也依旧不佳。
1870年5月，阿达尔贝特亲王号跟随三艘铁甲巡防舰腓特烈·卡尔号、王储号和威廉国王号共同出访英国。然而在前往英国的途中，尽管有丹麦籍领航员跟舰，腓特烈·卡尔号还是于5月17日在大带海峡的朗厄蘭島附近搁浅，只得被拖曳回基尔。但由于德国不具备相应的维修能力，腓特烈·卡尔号必须再被拖至朴茨茅斯，并于6月2日抵达。在此期间，阿达尔贝特亲王号和威廉国王号也于6月19日抵达英国港口普利茅斯。由这些铁甲舰构成的训练分舰队（即公海舰队的雏形）于7月1日正式组建，至7月10日离开，向大西洋进发。它们将前往葡萄牙亚速尔群岛的法亞爾島展开训练巡航。与此同时，由于在霍亨索伦候选人争夺空缺的西班牙王位一事上，普鲁士与法国的紧张关系已达到危机点，即将与法国开战的传言也愈演愈烈。为此，阿达尔贝特亲王号被分遣至达特茅斯，以便随时从德国驻英大使馆了解事态发展。分舰队也从英吉利海峡的西口折返，并于13日重新接上阿达尔贝特亲王号。后者带来了普鲁士政府关于战争的正式警告，分舰队遂迅速返回本土，并于7月16日抵达威廉港。在穿越北海的过程中，由于阿达尔贝特亲王号无法跟上部队的航速，需要由王储号拖曳行进。
1870年7月16日，即训练分舰队返抵德国的三天后，法国便藉以埃姆斯密电向普鲁士宣战，普法战争爆发。规模上远逊于对手的普鲁士海军对法国海军实施的海上封锁采取防御姿态，既有军舰被分别部署至北海和波罗的海的不同地点。在冲突期间，阿达尔贝特亲王号驻扎在汉堡，负责易北河河口的警戒值勤。它的木质船体于1871年被发现已经腐烂，从而被迫退役。该舰于1871年10月23日停止运用，并于1875－1876年间被解除武装。至1878年5月28日，阿达尔贝特亲王号正式从海军序列中除籍，并于同年在威廉港拆解报废。其舰载发动机被移作他用；阿达尔贝特亲王号的称谓也被转移至1876年5月17日在斯德丁以“色当号”名义下水的巡洋巡防舰上。

## 脚注
注释
1. ↑  SMS表示, 即“陛下之舰”。

引用
1. 1 2 3 4 5  Gröner，第1頁.
2. 1 2  Dodson，第16頁.
3. 1 2  Dodson，第16–17頁.
4. ↑  Greene & Massignani，第258頁.
5. 1 2  Sullivan，第17頁.
6. ↑  Sondhaus Naval Warfare，第93頁.
7. 1 2  Dodson，第17頁.
8. ↑  Sondhaus Weltpolitik，第80頁.
9. ↑  Sondhaus Weltpolitik，第83–84頁.
10. ↑  Hildebrand & Röhr & Steinmetz，第164頁.
11. ↑  Hildebrand & Röhr & Steinmetz，第222頁.
12. ↑  Hildebrand & Röhr & Steinmetz，第116頁.
13. 1 2  Dodson，第21頁.
14. ↑  Sondhaus Naval Warfare，第101頁.